# Spălarea picioarelor

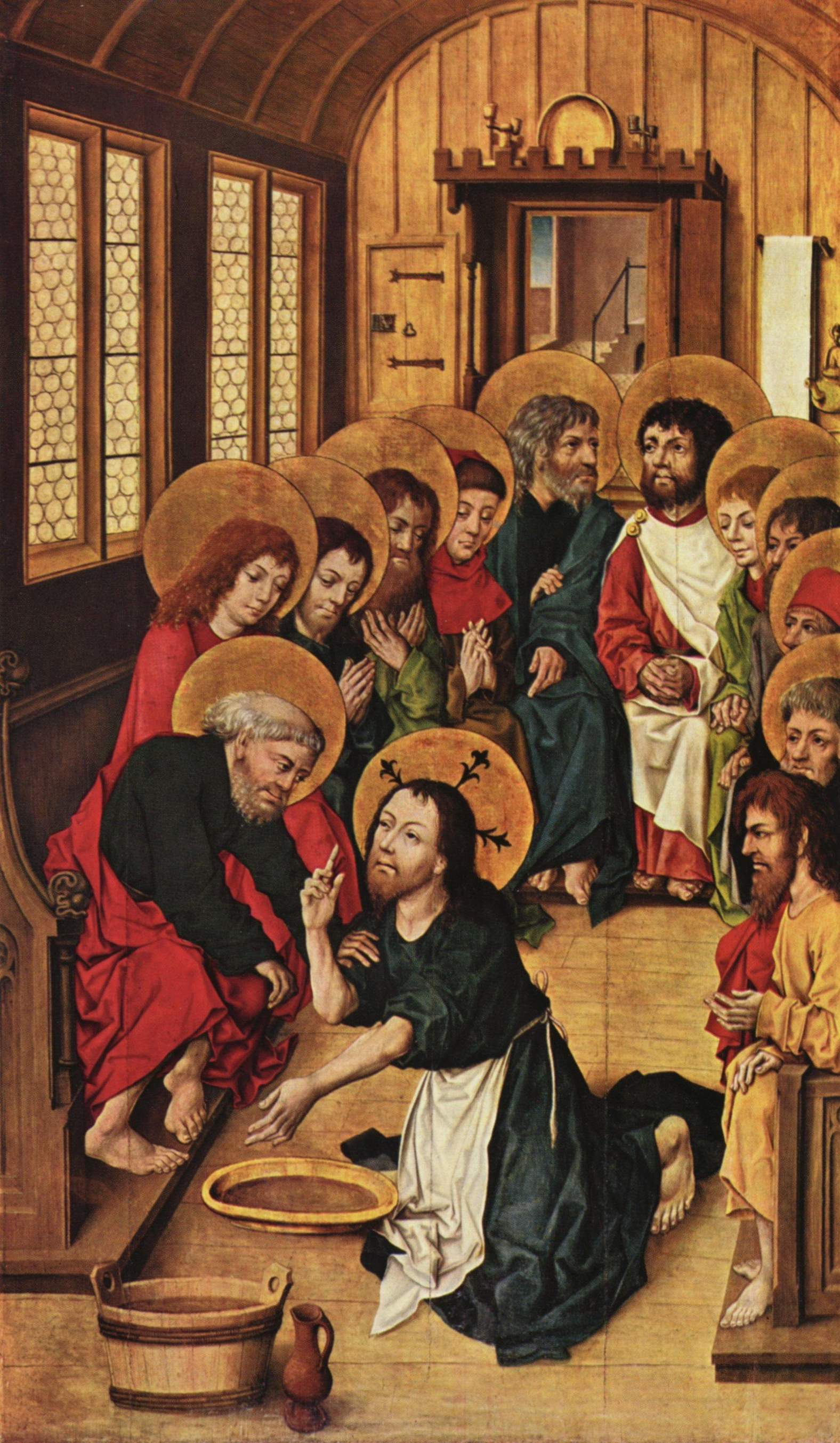
Cristos spălând picioarele apostolilor de Meister des Hausbuches, 1475 (Gemäldegalerie, Berlin).

Spălarea picioarelor (ritual cunoscut în Biserica Catolică sub numele mandatum, adică „împuternicire”, după Biblia vulgata Ioan 13:34) este un ritual religios respectat de diferite confesiuni creștine. Numele latin este luat de la primele cuvinte latine cântate la ceremonia spălării picioarelor: „Mandatum novum face vobis ut diligatis invicem sicut dilexi vos” („Poruncă nouă vă dau: Să vă iubiți unii pe alții! Așa cum v-am iubit Eu pe voi, așa și voi să vă iubiți unii pe alții.”) (Ioan 13:34), și de la forma latină a poruncii lui Cristos, că oamenii ar trebui să imite umilința Lui prin spălarea picioarelor (Ioan 13:14–17). Termenul mandatum a fost aplicat, prin urmare, ritualului spălării picioarelor în acea zi din Săptămâna Mare numită Joia Mare.
Ioan 13:1-17 povestește spălarea picioarelor apostolilor de către Isus. În versetele 13:14-17 Isus își instruiește ucenicii astfel:
„14 Deci dacă eu, domnul și învățătorul, v-am spălat vouă picioarele, și voi sunteți datori să vă spălați picioarele unii altora; 15 că pildă v-am dat, ca și voi să faceți așa cum am făcut Eu cu voi. 16 Adevăr, adevăr vă spun: Nu este sluga mai mare decât domnul ei, nici solul mai mare decât cel ce l-a trimis. 17 De vreme ce știți acestea, fericiți veți fi de le veți face.”
Mai multe culte (inclusiv anglicani, luterani, metodiști, presbiterieni, protestanți și catolici) practică ritualul spălării picioarelor în Joia Mare din Săptămâna Patimilor. Mai mult, pentru unele confesiuni, spălarea picioarelor a devenit un exemplu, un model. Mai multe grupuri religioase din istoria Bisericii și multe culte moderne au practicat spălarea picioarelor ca un ritual bisericesc de confirmare, inclusiv adventiștii de ziua a șaptea, anabaptiștii, baptiștii și penticostalii.

## Istoric
Ritualul spălării picioarelor își găsește rădăcinile în scripturi. Această practică a fost continuată chiar și după moartea apostolilor sau la sfârșitul perioadei apostolice.
Se pare că a fost practicat în primele secole ale creștinismului postapostolic, deși există dovezi insuficiente. De exemplu, Tertulian (145-220) menționează acest ritual în lucrarea De Corona, dar nu dă detalii cu privire la cine l-a practicat sau cum a fost practicat. El a fost practicat de Biserica din Mediolanum (cca. A.D. 380), este menționat de Conciliul de la Elvira (A. D. 300) și chiar de Fericitul Augustin (cca. A.D. 400).
Ritualul spălării picioarelor în momentul botezului a fost menținut în Africa, Galia, Germania, Milano, nordul Italiei, și Irlanda.
Regula Sfântului Benedict (A.D. 529) recomanda pentru ordinul benedictin spălarea picioarelor în semn de ospitalitate, pe lângă spălarea picioarelor în semn de umilință”; mențiune preluată și în Enciclopedia Catolică. Se pare că a devenit un ritual oficial în Biserică Romană prin secolul al VIII-lea, deși nu în legătură cu botezul.
Albigenzii au practicat spălarea picioarelor în legătură cu comuniunea de credință, iar obiceiul valdenzilor era să spele picioarele preoților vizitatori.
Există unele dovezi că acest ritual ar fi fost practicat de primii husiți, iar această practică a fost o parte semnificativă a reformei radicale din secolul al XVI-lea. Ritualul spălării picioarelor a fost adesea „redescoperit” sau „restaurat” de către protestanți în fazele de revitalizare religioasă, în care participanții au încercat să preia credința și practicile din epoca apostolică pe care le abandonaseră.

## Practica catolică
În Biserica Catolică ritualul spălării picioarelor este asociat acum cu liturghia din Joia Sfântă, care celebrează într-un mod special Cina cea de taină a lui Isus, care a spălat picioarele celor doisprezece apostoli.
Există dovezi privind practicarea acestui ritual cel puțin din cea de-a doua jumătate a secolului al XII-lea, când „papa a spălat picioarele a doisprezece subdiaconi după liturghie și a treisprezece oameni săraci după cină”. Din 1570 până în 1955 Liturghierul Roman a conținut, după textul liturghiei din Joia Mare, un ritual al spălării picioarelor care putea fi practicat în afara lăcașului de cult. Timp de mai mulți ani papa Pius al IX-lea a realizat spălarea picioarelor în sala aflată deasupra porticului Bazilicii Sfântul Petru din Roma.
În 1955 papa Pius al XII-lea a revizuit ritualul și l-a introdus în cadrul liturghiei. De atunci, ritualul este efectuat după terminarea predicii ținute după citirea relatării evanghelice a spălării de către Isus a picioarelor celor doisprezece apostoli (John 13:1–15). Persoanele care au fost selectate – de obicei douăsprezece, dar Liturghierul Roman nu precizează numărul – sunt conduse către scaune pregătite într-un loc potrivit. Preotul merge la fiecare și, cu ajutorul ministranților, toarnă apă peste picioarele fiecăruia și le șterge. Existau persoane care au susținut că acest ritual trebuie restricționat doar la membrii clerului sau cel puțin la bărbați.
În pofida acestor opinii, papa Francisc a spălat picioarele a două femei și a unor musulmani la un centru de detenție pentru minori din Roma în anul 2013. Printr-un decret din 6 ianuarie 2016 s-a reglementat în mod special posibilitatea ca grupul persoanelor cărora li se spală picioarele în Joia Mare să fie alcătuit „din bărbați și femei, tineri și bătrâni, bolnavi și sănătoși, clerici și laici” etc. În 2016 preoții catolici din întreaga lume au spălat picioarele atât a bărbaților, cât și a femeilor în Joia Mare într-un „gest de umilință care a reprezentat pentru mulți un progres în cadrul Bisericii Catolice”.
La un moment dat, majoritatea monarhilor europeni efectuau, de asemenea, spălarea picioarelor la curțile regale în Joia Mare, o practică continuată de împăratul Austro-Ungariei și de regele Spaniei până la începutul secolului al XX-lea. În 1181 Roger de Moulins, Marele Maestru al Cavalerilor Ospitalieri, a emis un decret care preciza: „În fiecare sâmbătă din Postul Mare se obișnuiește să spele picioarele a treisprezece persoane sărace și să se dea fiecăreia o cămașă, un pantalon și încălțări”.

## Practica creștină orientală

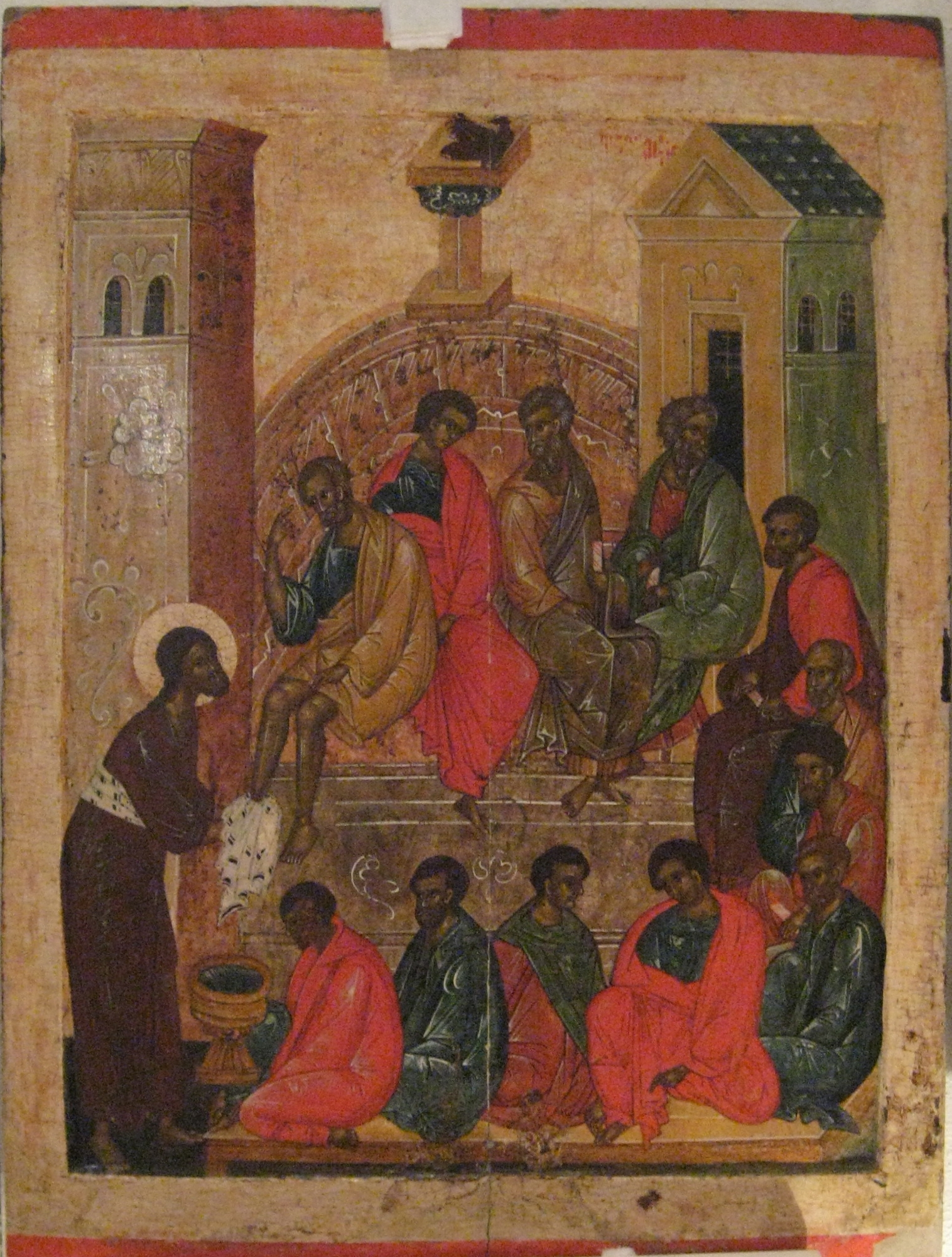
Icoană ortodoxă în care Hristos spală picioarele apostolilor (secolul al XVI-lea, școala de iconografie din Pskov).

### Bisericile ortodoxe și catolice de rit bizantin
Bisericile ortodoxe și catolice de rit oriental practică ritualul spălării picioarelor în Joia Mare, potrivit vechilor ritualuri. Această practică poate fi efectuată fie de către un episcop, care spală picioarele a doisprezece preoți, fie de un egumen (stareț), care spală picioarele a doisprezece membri ai mănăstirii. Ceremonia are loc la sfârșitul Sfintei Liturghii.
După Sfânta Împărtășanie și înainte de otpust, toți membrii clerului merg în procesiune către spațiul unde va avea loc spălarea picioarelor (poate fi în centrul naosului, în pronaos sau în exteriorul bisericii). După recitarea unui psalm și a câtorva tropare (imnuri) și ectenii (litanii) este recitat, episcopul sau egumenul citește o rugăciune. Apoi diaconul citește pasajul din Evanghelia lui Ioan, în timp ce preoții îndeplinesc rolul lui Hristos și al apostolilor pe măsură ce fiecare acțiune este cântată de diacon. Diaconul se oprește atunci când începe dialogul dintre Isus și Petru. Preotul cu rangul cel mai înalt ale cărui picioare sunt spălate rostește cuvintele lui Petru, iar episcopul sau egumenul rostește cuvintele lui Isus. Apoi episcopul sau egumenul însuși încheie citirea Evangheliei, după care el spune o altă rugăciune și îi stropește pe toți cei prezenți cu apa care a fost folosită pentru spălarea picioarelor. Procesiunea se îndreaptă apoi către biserică, iar slujba se încheie ca de obicei.

### Bisericile ortodoxe orientale

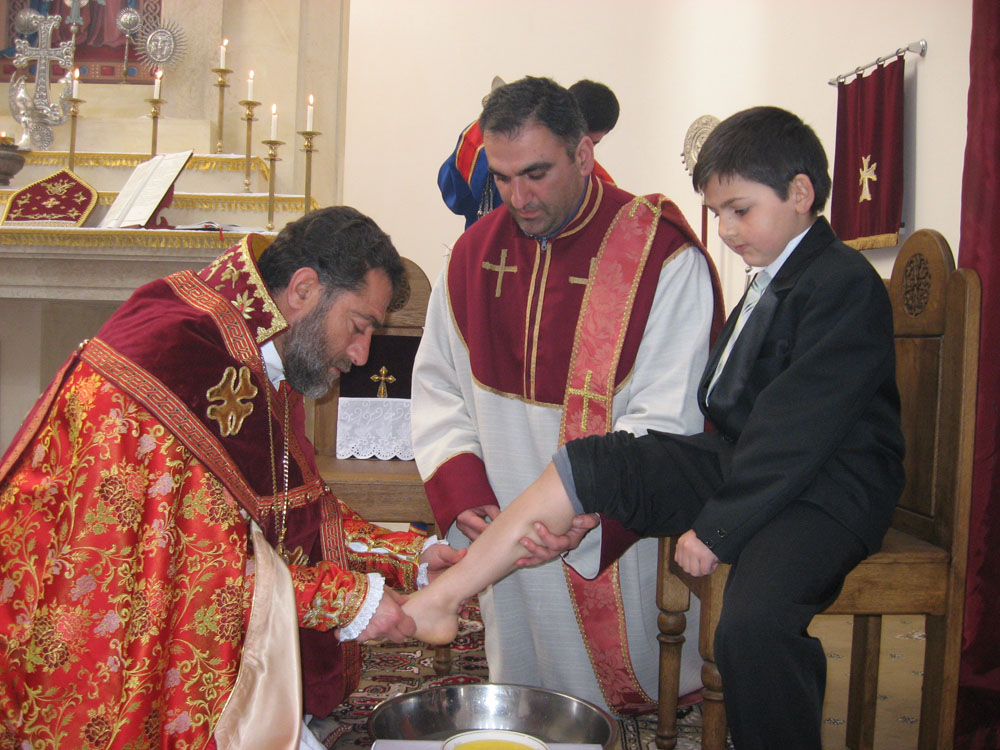
Episcopul Sebouh Chouldjian al Bisericii Apostolice Armene spălând picioarele copiilor.

Ritualul spălării picioarelor este practicat, de asemenea, în bisericile ortodoxe orientale în Joia Mare.
În Biserica Ortodoxă Coptă ritualul este efectuat de către preotul paroh. El binecuvântează apa pentru spălarea picioarelor cu crucea, așa cum ar binecuvânta agheasma, și spală picioarele tuturor membrilor parohiei.
În Biserica Ortodoxă Siriană, acest ritual este efectuată de către un episcop sau preot. Sunt aleși 12 bărbați, atât preoți, cât și laici, iar episcopul sau preotul spală și sărută picioarele celor 12 bărbați. Mai departe, este rostită o rugăciune prin care toți membrii parohiei se roagă să se spele și să se curețe păcatele lor.

## Legături externe
- http://www.separatebaptist.org: In the Articles of Faith, Article Eight is about the Communion and Feetwashing Service.
- Anabaptists and Footwashing Arhivat în 14 aprilie 2013, la Wayback Machine. – a series of articles on history and current practice among Mennonites, Grace Brethren and Church of the Brethren.
- Footwashing as an act of building community – a Brethren viewpoint
- How to conduct a foot-washing service Arhivat în 14 mai 2011, la Wayback Machine. – a liturgical viewpoint
- Footwashing as a Means of Grace Arhivat în 6 februarie 2012, la Wayback Machine. (a United Methodist approach) by Gregory S. Neal
- Mennonite Church (MC); General Conference Mennonite Church (GC) (1995), „Article 13: Foot Washing”, Confession of Faith in a Mennonite Perspective, arhivat din original la 31 ianuarie 2020, accesat în 16 septembrie 2018
- Washing of the Feet : Hidden Significance of the Gnostic story in the Fourth Gospel
- Primitive Baptist FAQ:  Feet Washing Arhivat în 2 ianuarie 2013, la Wayback Machine.
- The Ordinance of Feet Washing – a Churches of God General Conference (Winebrenner) viewpoint
- The Footwashing Ritual and the Sacrament of Holy Orders: A New Look at John 13 – a Catholic viewpoint of the import of footwashing as relates to the sacrament of Holy Orders.
- Washing of Feet on Maundy Thursday Armenian Apostolic Church
- Gaining a Dose Of Humility, One Washed Foot at a Time article from The Washington Post, 2 April 2006
- „Foot-washing”. New International Encyclopedia. 1905.